# Rafael Lagares
Rafael Lagares (*1918, Córdoba, Argentina-†14 de septiembre de 1999, Buenos Aires) fue un tenor argentino.

## Trayectoria
Debutó el Teatro Colón en 1948 en "Tosca" y "La traviata" de Verdi con Delia Rigal y Carlos Guichandut y en 1950-52-54-55 como "Il trovatore", con Matilde de Lupka y Carlo Galeffi Antes de ser reconocido en Argentina, desarrolló una carrera significativa en el exterior, con actuaciones en la Scala de Milán, en teatros de Estados Unidos y México, donde, por ejemplo, fue coprotagonista, junto a la célebre Lily Pons, en "Lucia di Lammermoor", de Donizetti.
Fue el protagonista de "Aurora" de Héctor Panizza en 1953 junto a Pili Martorell, Angel Mattiello y Renato Cesari dirigida por Roberto Kinsky; participando en los estrenos de óperas nacionales como "Lin Cale" de Armando D´Esposito, y "Zincalí", de Felipe Boero.
Posteriormente fue Turiddu en "Cavalleria Rusticana" con Ebe Stignani debiendo exiliarse en Europa con el derrocamiento del peronismo con el que simpatizaba. Producido el golpe de Estado de 1955 y bajo el régimen autodenominado Revolución Libertadora, se aplicó criterios de persecución política sobre el complejo cultural argentino. Con la intervención del Colón en manos de Jorge D’Urbano se cerró la gran sala, decenas de prestigiosos artistas fueron despedidos o incluidos en listas negras, impidiéndose su actuación. Gran parte del cuerpo estable del Colón marchó al exilio hacia a Europa. Entre ellos Lagares, quién debido a su postura crítica hacia D urbano fue marginado y excluido del Teatro. Tras recibir amenazas y prohibirse cualquier tipo de actuación debió marchar al exilio junto a figuras como Delia Rigal,Enrique Lommi, Sofía Bandín, etc.
Actuó en la Scala de Milán, Estados Unidos, Australia y en México donde acompañó a Lily Pons en "Lucia di Lammermoor" de Donizetti.
En su libro Palco, cazuela y paraíso, la musicóloga Margarita Pollini escribe

"...En su libro La ópera y la sociedad argentina, Horacio Sanguinetti hace notar acertadamente su extraordinario parecido físico con Enrico Caruso. No casualmente fue elegido por los estudios de Hollywood para protagonizar allí El gran Caruso, la célebre película. Algo le impidió aceptar esta propuesta, y finalmente fue Mario Lanza quien triunfó encarnando al mítico tenor italiano. ¿Sabría Lagares lo que hubiera significado en su carrera haberse quedado con el papel?.."

Regresó al primer coliseo argentino en 1974 para Pagliacci.